# Верхососенское сельское поселение (Белгородская область)
Верхосо́сенское се́льское поселе́ние — муниципальное образование в Красногвардейском районе Белгородской области.
Административный центр — село Верхососна.

## История
Верхососенское сельское поселение образовано 20 декабря 2004 года в соответствии с Законом Белгородской области № 159.

## Население
| 2010  | 2011  | 2012  | 2013  | 2014  | 2015  | 2016  | 2017  | 2018  |
| ----- | ----- | ----- | ----- | ----- | ----- | ----- | ----- | ----- |
| 1590  | ↘1584 | ↘1551 | ↘1533 | ↘1521 | ↘1494 | ↘1479 | ↘1446 | ↘1424 |
| 2019  | 2020  | 2021  |       |       |       |       |       |       |
| ↘1378 | ↘1351 | ↘937  |       |       |       |       |       |       |

## Состав сельского поселения
| № | Населённый пункт | Тип населённого пункта       | Население |
| - | ---------------- | ---------------------------- | --------- |
| 1 | Верхососна       | село, административный центр | ↘1069     |
| 2 | Завалье          | посёлок                      | →0        |
| 3 | Завальское       | село                         | ↗380      |
| 4 | Малоленинский    | посёлок                      | →3        |
| 5 | Остроухово       | село                         | ↘138      |
| 6 | Ряшиново         | село                         | →0        |